# 미키촌 (이시카와현)
미키촌(三木村)은 이시카와현 에누마군에 존재했던 촌이다. 현재의 가가시에 해당한다.

## 지리
- 현재의 가가시 북서부. 북쪽은 다이쇼지가와 강이 흐르고 남쪽은 구릉과 산지로 후쿠이현과 경계를 이룬다.
- 당시 미키촌의 산업은 농업, 제재업 외에 아브라기리 생산도 이루어졌다. 아브라기리는 주로 비누의 원료로 사용되었다.

## 역사
- 1889년 4월 1일 - 정촌제 시행에 의해 5개 촌의 구역을 가지고 성립하였다.
- 1958년 1월 1일 - 이부리하시정, 다이쇼지정. 하시타테정. 가타야마즈정. 야마시로정, 난고촌, 미타니촌, 시오야촌과 합병해 가가시가 성립하였다.